# 尾野真知子
尾野真知子（日语：尾野 真知子／おの まちこ，1993年2月15日—）是日本前AV女优，期间隶属LIFE PROMOTION经纪公司。2011年8月，她开始拍摄写真DVD，同年12月9日出版了写真集。2011年12月20日通过AV出道，2012年11月26日在博客上发布引退宣言宣布引退。

## 出演作品

### 写真DVD
- （2011年8月16日，テクニカル・スタッフ）
- Chakuero Art（2011年10月28日）
- （2011年11月18日，スパークビジョン）
- VERY BEST（2012年8月26日，ハレルヤ）

### 成人影片
2011年
- （8月20日，ナチュラルハイ（日语：ナチュラルハイ (企業)），共同出演：有村千佳等）
- （9月8日，ナチュラルハイ，共同出演：藤原ひとみ、篠田优、朝倉ことみ（日语：朝倉ことみ）、玉木純子）
- （9月8日，I Energy）
- （10月6日，Hunter（日语：Hunter (アダルトビデオ)））
- （10月7日，GLAY'z IMPACT（日语：泰成），共同出演：綾部さら、坂上ゆあ、石岡亞美、前田彩七、神木なな）
- （12月20日，ピーターズ）

2012年
- （1月20日，ピーターズ）
- （2月20日，ピーターズ）
- （2月25日，隼）
- （3月20日，ピーターズ）
- （4月20日，ピーターズ）
- （4月27日，TMA）
- （5月20日，ピーターズ，共同出演：蕾）
- （6月20日，ピーターズ）
- （7月20日，ピーターズ）
- （8月20日，ピーターズ）
- （9月20日，ピーターズ）
- （10月20日，ピーターズ）
- （11月20日，ピーターズ）
- （12月20日，ピーターズ，共同出演：平原みなみ（日语：平原みなみ）、大友ゆか）

2013年
- （1月20日，ピーターズ）
- （6月15日，ピーターズ）
- （Tokyo Hot n0837）
- （Tokyo Hot n0849）
- （Tokyo Hot n0861）
- （加勒比 072013-387）

### 写真集
- （2011年12月9日，三和出版（日语：三和出版））

## 注解
1. ↑  不同片商对尾野真知子的血型说明有所不同，东京热上的资料是A型血[1]，DMM上的资料是O型血[2]。